# Comuna Pereslavîci, Ivanîci
Pereslavîci (în ucraineană Переславичі) este o comună în raionul Ivanîci, regiunea Volînia, Ucraina, formată din satele Pereslavîci (reședința) și Trubkî.

## Demografie
Componența lingvistică a satului Pereslavîci
     Ucraineană (99,38%)
     Alte limbi (0,61%)
Conform recensământului din 2001, majoritatea populației satului Pereslavîci era vorbitoare de ucraineană (99,38%), existând în minoritate și vorbitori de alte limbi.